# 7555 Venvolkov
7555 Venvolkov este un asteroid din centura principală de asteroizi.

## Descriere
7555 Venvolkov este un asteroid din centura principală de asteroizi. A fost descoperit pe 28 septembrie 1981 la Observatorul de Astrofizică din Crimeea de Liudmila Juravliova. El prezintă o orbită caracterizată de o semiaxă mare de 2,35 ua, o excentricitate de 0,20 și o înclinație de 2,1° în raport cu ecliptica.